# Яушев, Рустам Исмаилович
Руста́м Исмаи́лович Яушев (17 июля 1937 года, Ташкент, УзбССР, СССР — 20 июля 2017 года, Москва, Россия) — российский художник-график, академик Российской академии художеств (1997). Заслуженный художник РСФСР (1980), заслуженный деятель искусств Российской Федерации (1995).

## Биография
Родился 17 июля 1937 года в Ташкенте Узбекской ССР, жил и работал в Москве.
В 1964 году окончил Московский художественный институт имени В. И. Сурикова, мастерская плаката Н. А. Пономарева.
С 1968 по 1970 годы — председатель организационного бюро Камчатского союза художников. В 1971 году окончил творческую мастерскую Академии художеств, руководитель Е. А. Кибрик.
С 1974 года — член Союза художников СССР, с 1986 по 1990 годы — член ревизионной комиссии Союза художников РСФСР, член правления и секретарь МОСХ, с 1990 по 1993 годы — председатель творческого объединения станковой графики МОСХ.
С 1993 по 1996 год — ректор Красноярского художественного института. В 1995 году присвоено учёное звание профессора.
В 1997 году избран академиком Российской академии художеств по Отделению графики. С 1999 года — член Союза дизайнеров России
С 2008 года преподавал на факультете ИЗО Московского педагогического университета.
Дочь Ольга (род. 1968) — заслуженный художник РФ, член-корреспондент РАХ.
Скончался 20 июля 2017 года в Москве. Похоронен на Троекуровском кладбище.

## Творческая деятельность
Основные проекты и произведения:
- серия крупноформатных офортов (1985—1992): «На птичьем базаре», «К острову Медному», «Осенняя трава», «Бакланы на рифах», и т. д., всего около 40 названий;
- серия «Камчатские пейзажи» (1983), «Карнавал в Петербурге»(1991), «Старая музыка»(1991), «Санкт-Петербургский пейзаж» (1991), «Берега Камчатки» (1990—1993);
- серия «Испания» (1998—1999): «Пейзаж с мельницей», «Похищение», «Толедо»;
- серия «Париж» (2000): «Карусель», «Версаль», «Памяти Безумной Нины»;
- серия «Индия» (1996—1997): «Вечерняя беседа», «Набережная», «В Гималаях».

Произведения находятся в собраниях 26 музеев и картинных галерей России, а также в частных коллекциях США, Японии, Франции, Китая и Турции.

## Награды
- Орден «Знак Почёта» (1986)
- Медаль «В ознаменование 100-летия со дня рождения Владимира Ильича Ленина» (1970)
- Медаль «За строительство Байкало-Амурской магистрали» (1986)
- Заслуженный деятель искусств Российской Федерации (1995)
- Заслуженный художник СССР (1980)